# Yiğithan Güveli
Yiğithan Güveli (Derince, 16 mei 1998) is een Turks voetballer die doorgaans speelt als centrale verdediger. In juli 2023 tekende hij voor Isparta 32 Spor.

## Clubcarrière
Güveli kwam in 2008 terecht in de jeugdopleiding van Fenerbahçe, die hij doorliep. In juni 2017 mocht hij onder coach Dick Advocaat zijn competitiedebuut maken. Op bezoek bij Adanaspor werd met 1–3 gewonnen. Vladimir Koman maakte met een strafschop de openingstreffer, maar door Souza, Aatif Chahechouhe en Emmanuel Emenike won Fenerbahçe alsnog. Güveli begon in de basis en werd na achttien minuten gewisseld ten faveure van Volkan Şen. In de eerste helft van het seizoen 2017/18 speelde de centrumverdediger geen competitiewedstrijden. In januari 2018 zou Güveli voor een halfjaar gehuurd worden door Sparta Rotterdam, waar Advocaat inmiddels was aangesteld als hoofdtrainer. Nadat hij bij Fenerbahçe nog een blessure opliep ging die transfer niet door. In januari 2019 verkaste Güveli naar Yeni Malatyaspor als onderdeel van de transfer van Sadık Çiftpınar naar Fenerbahçe. Na korte periodes bij Altınordu en Ümraniyespor kwam de verdediger in januari 2022 terecht bij Adanaspor. Güveli vertrok hier begin 2023, om tot juli zonder club te zitten. In die maand tekende hij voor Isparta 32 Spor.

## Clubstatistieken
| Seizoen | Club             | Competitie | Competitie | Competitie | Beker | Beker | Internationaal | Internationaal | Totaal | Totaal |
| Seizoen | Club             | Competitie | Wed.       | Dlp.       | Wed.  | Dlp.  | Wed.           | Dlp.           | Wed.   | Dlp.   |
| ------- | ---------------- | ---------- | ---------- | ---------- | ----- | ----- | -------------- | -------------- | ------ | ------ |
| 2016/17 | Fenerbahçe       | Süper Lig  | 1          | 0          | 6     | 1     | 0              | 0              | 7      | 1      |
| 2017/18 | Fenerbahçe       | Süper Lig  | 0          | 0          | 2     | 0     | 0              | 0              | 2      | 0      |
| 2018/19 | Fenerbahçe       | Süper Lig  | 1          | 0          | 1     | 0     | 1              | 0              | 3      | 0      |
| 2018/19 | Yeni Malatyaspor | Süper Lig  | 0          | 0          | 0     | 0     | —              | —              | 0      | 0      |
| 2019/20 | Yeni Malatyaspor | Süper Lig  | 2          | 0          | 0     | 0     | —              | —              | 2      | 0      |
| 2020/21 | Altınordu        | 1. Lig     | 3          | 0          | 1     | 0     | —              | —              | 4      | 0      |
| 2021/22 | Ümraniyespor     | 1. Lig     | 2          | 0          | 3     | 0     | —              | —              | 5      | 0      |
| 2021/22 | Adanaspor        | 1. Lig     | 4          | 0          | 0     | 0     | —              | —              | 4      | 0      |
| 2022/23 | Adanaspor        | 1. Lig     | 14         | 0          | 1     | 0     | —              | —              | 15     | 0      |
| 2023/24 | Isparta 32 Spor  | 2. Lig     | 32         | 1          | 1     | 0     | —              | —              | 33     | 1      |
| 2024/25 | Isparta 32 Spor  | 2. Lig     | 16         | 1          | 1     | 0     | —              | —              | 17     | 1      |
| Totaal  | Totaal           | Totaal     | 75         | 2          | 16    | 1     | 1              | 0              | 92     | 3      |

Bijgewerkt op 19 maart 2025.